# Edna (Kansas)
Edna es una ciudad ubicada en el de condado de Labette en el estado estadounidense de Kansas. En el año 2010 tenía una población de 442 habitantes y una densidad poblacional de 442 personas por km².

## Geografía
Edna se encuentra ubicada en las coordenadas 37°3′34″N 95°21′31″O / 37.05944, -95.35861 (37.059524, -95.358583).

## Demografía
Según la Oficina del Censo en 2000 los ingresos medios por hogar en la localidad eran de $27,250 y los ingresos medios por familia eran $34,205. Los hombres tenían unos ingresos medios de $28,438 frente a los $21,563 para las mujeres. La renta per cápita para la localidad era de $18,694. Alrededor del 6.3% de la población estaban por debajo del umbral de pobreza.